# ساجد جاويد
ساجد جاويد (بالإنجليزية: Sajid Javid)‏ (5 ديسمبر 1969) هو سياسي بريطاني من أصول باكستانية، وعضو في حزب المحافظين ومدير سابق في دويتشه بنك. تم تعيينه في منصب وزير الداخلية في 30 أبريل 2018، عقب استقالة آمبر رود آمبر رود بسبب فضيحة ويندروش.
شغل جاويد عدة مواقع رسمية حيث عمِل في السابق كوزير دولة للمجتمعات والحكومة المحلية من 2016 إلى 2018، وقبلها كان وزير دولة للأعمال والابتكار والمهارات ورئيسا لمجلس التجارة من عام 2015 حتى عام 2016. وقبلها كان وزير دولة للثقافة والإعلام والرياضة من 2014 إلى 2015، وقبلها عمل أمينا ماليا للخزانة من عام 2013 إلى عام 2014 وسكرتيرا اقتصاديا في وزارة الخزانة من 2012 إلى 2013.

## النشأة
وُلد في روكدال، لانكشير، وهو أحد الأبناء الخمسة لأبوين باكستانيين مهاجرين. عملت عائلة جاويد في الزراعة في قرية راشانا قرب توبا-تيك-سينغ، بنجاب، وهو المكان الذي هاجروا منه إلى المملكة المتحدة في ستينيات القرن العشرين. عمل والده سائقًا لحافلة. لم تكن أمه تتحدث اللغة الإنجليزية، إذ قضت طفولتها في قرية باكستانية لم تقصد فتياتها المدرسة. انتقلت عائلته من لانكشير إلى ستابليتون رود، بريستول، حيث تملَّك والداه متجرًا هناك، وعاشت عائلته في شقة مؤلفة من غرفتي نوم فوق المتجر. كان جاويد قادرًا على التحدث بلغته الأم، البنجابية.
في مراهقته، ازداد اهتمامه بالأسواق المالية بعد خصخصة حكومة تاتشر. قال جاويد إنه في عمر الرابعة عشر، اقترض 500 يورو من أحد البنوك ليستثمر في الأسهم، ليصبح قارئًا منتظمًا لمجلة فينانشال تايمز.
بين عامي 1981 و1986، قصد جاويد مدرسة داونيند، مجمع حكومي قرب بريستول. نُصح في المدرسة أن يصبح تقني أجهزة التلفاز. قال جاويد أنه أُعلم بعدم قدرته على دراسة الرياضيات في المستوى O، ولذلك وجب عليه جعل والده يدفع مقابل ذلك.
عندما شاهد جاويد لاحقًا مقطعًا يُظهر اعتداءً على لاجئين سوريين، شعر أنه كان مثيرًا للذكريات الإرهابية التي عاشها في مدرسته، ادعى جاويد أنه واجه اضطهادًا عنصريًا في صغره، إذ كان يلقب بـ باكي (نسبةً إلى باكستان)، وواجه اضطهادًا من جماعة حليقي الرؤوس الوطنيين (National Front skinheads).
في عام 2014، قال جاويد إنه عندما كان في المدرسة: «كنت شقيًا، أكثر اهتمامًا بمشاهدة مسلسل غرانج هيل من أداء الواجبات المدرسية». بعد إخبار المدرسة له أنه سيدرس مستويي إيه فقط، أدرك أنه يحتاج ثلاثة مستويات ليكمل دراسته الجامعية، قصد جاويد بعد ذلك كلية فيلتون التقنية بين عامي 1986 و1988، وفي النهاية قصد جامعة إيكستر من عام 1988 إلى 1991.
يشغل جاويد منصب أمين مؤسسة السنوات المبكرة في لندن، وكان مدير مدرسة جمعية نورماند كروفت، وقاد بعثة إلى قمة جبل كليمنجارو، أعلى جبل في أفريقيا، ليظهر دعمه لجمعية «عون المسنين» الخيرية.

## فعالياته السياسية الأولى
في الجامعة، درس جاويد الاقتصاد والسياسة وانضم في هذه الفترة إلى الحزب المحافظ.
في عام 1990، عندما بلغ عشرين عامًا، حضر جاويد مؤتمر حزب المحافظين للمرة الأولى وقام بحملة ضد قرارات حكومة تاتشر في ذلك العام للانضمام إلى نظام آلية سعر الصرف الأوروبي «إي آر إم». كان يوزع مناشيرًا تناهض هذه السياسة عندما قابل لأول مرة مقدم البرامج التلفزيونية جيرمي باكسمان. أعلن منذ ذلك الحين أن أول مقابلة مع باكسمان كانت في ذات المؤتمر.
منذ عام 1992 وحتى 1996، عاش جاويد في مدينة نيويورك، وترقى ليصبح أصغر نائب رئيس في بنك تشيس مانهاتن، وخلال هذه الفترة، ساعد المرشحة الجمهورية رودي جولياني على الفوز في حملة عمدة نيويورك عام 1993.
شغل جاويد وظيفة مستشار عضو برلمان المحافظة غاري ستريتر، ثم وزير الظل في الولاية للتطوير الدولي.

## مسيرته المصرفية
ترقى جاويد إلى منصب عضو مجلس مصرف دويتشه الدولي بعد قضاء 18 سنة في مهنته المدنية. وانضم إلى بنك تشيس مانهاتن في مدينة نيويورك بعد تخرجه مباشرةً، مؤديًا عمله عمومًا في أمريكا الجنوبية.
في السن الـ 25، أصبح نائب الرئيس. عاد إلى لندن عام 1997، وانضم لاحقًا إلى مصرف دويتشه بصفته مديرًا عام 2000.
في عام 2004، أصبح جاويد المدير العام لمصرف دويتشه، وفي السنة التالية نال منصب الإدارة الشاملة لهيكلة الأسواق الناشئة.
انتقل عام 2007 إلى سنغافورة ليصبح مدير الاقتراض التجاري في مصرف دويتشه، ونقل حقوق الملكية، وأعمال حقوق ملكية السلع والحقوق الخاصة في آسيا. وعين عضوًا في مجلس مصرف دويتشه المحدود دوليًا.
ترك مصرف دويتشه عام 2009 ليتابع مسيرته في السياسة، كانت مستحقاته في مصرف دويتشه تصل تقريبًا لثلاثة ملايين يورو سنويًا عند مغادرته، وقدرت مجلة إيفنيمغ ستاندرد أن تغير مهنته يتطلب اقتطاع 98% من مدفوعاته.

## مسيرته السياسية

### عضو في البرلمان
في 28 مايو من عام 2009، أعلنت عضو البرلمان عن دائرة برومزغروف الانتخابية في المملكة المتحدة جولي كيركبريد أنها سوف تخسر منصبها في الانتخابات العامة القادمة في ضوء فضيحة النفقات، مثلت كيركبريد دائرتها الانتخابية منذ عام 1997. أُكدت استقالتها في ديسمبر من عام 2009، بعد أن حاولت التراجع عنها.
بعد عقد منافسة انتخابية من قبل جمعية محافظة برومزغروف في 6 فبراير من عام 2010، والتي تلقى جاويد فيها أكثر من 70% من أصوات اقتراع الأعضاء، أُعلن جاويد المرشح البرلماني للحزب المحافظ والاتحادي للانتخابات العامة عام 2010. تضمنت قائمة المرشحين الآخرين روث ديفدسون وبارونيس ستوويل.
في السادس من مايو عام 2010 تلقى جاويد 22,558 صوتًا، وربح مقعدًا بمجموع 11,308 صوت. وفيما يخص عدد أصوات الاقتراع في الدائرة الانتخابية، كان هناك زيادة بمجموع 10,080 عن الانتخابات العامة السابقة، ورغم هذا كان هناك نقص بالمقارنة مع العدد الحقيقي للأصوات التي تلقاها من سبقه في المنصب (24,387) والنسبة المئوية للمحافظين الذين شاركوا بأصواتهم (43.7% مقابل 51.0% في عام 2005).

### الاعتراف السياسي
وفقًا لجاك سترو وزير الخارجية السابق: «أعضاء البرلمان المنتخبون هؤلاء في عام 2010 هم أفضل أعضاء برلمان جدد حظي بهم منذ ثلاثين عامًا»، وقال إن «جاويد أحد أعضاء البرلمان المحافظين الستة الذي يعتقد أنهم قد صنعوا تأثيرًا في المقام الأول».
كان جاويد أيضًا أحد أعضاء البرلمان الستة الذين كتبت عنهم مجلة فينانشيال تايمز، ودُعي بالعائد الجديد عام 2010 من قبل موقع كونسيرفاتيف هوم.
في تحليل أجرته الشركة الاستشارية لويست مينستر «دليل العلاقات العامة» على عائدات أعضاء البرلمان عام 2010 تحت اسم دليل إلى رئيس الوزراء التالي، والذي نشر في أغسطس عام 2011، صُنف جاويد ثالثًا، وكان المحافظ الأعلى نقاطًا. في أكتوبر عام 2012، شمل لاين دالي في مجلة دايلي تيليغراف جاويد في قائمته لـ «الشخصيات المئة الأكثر تأثيرًا من اليمينيين». كتبت دالي: «ترقيه السريع في طريقه الصعب ليصبح ضمن دائرة المقربين من جورج أوسبورن ليس فقط برهانًا على شغفه لكنها موهبةٌ أيضًا». اقترح نيكولاس وات في صحيفة الغارديان أن جاويد قد يصل إلى القمة.
في قائمة مجلة التايمز لأصحاب السلطة اليمينيين، انتقل جاويد 18 مرتبةً ليصبح ترتيبه الثامن، يذكر المقال أنه ظهر «العضو الأرفع مقامًا في 2010، وإذا أراد المحافظون الانتقال إلى جيل جديد، سيمنحهم ترشيح جاويد للقيادة فرصةً لذلك».
في عام 2014، صنفت قائمة جي جي 2 لأصحاب السلطة جاويد على أنه الشخصية الآسيوية البريطانية الأكثر تأثيرًا، وفي حفل تقديم الجوائز في 5 نوفمبر عام 2014، وصف ديفيد كاميرن -الذي كان وزيرًا حينها- جاويد بأنه «الرجل الآسيوي الرائع الذي طلبت انضمامه إلى مجلس الوزراء» وصرح: «أردت أن أسمع اسم هذا الرجل الآسيوي يتلو جملة (رئيس الوزراء)».
في يوليو عام 2014، قارنت مجلة فوربس جاويد مع باراك أوباما واقترحت أن جاويد قد يصبح رئيس الوزراء الجديد للمملكة المتحدة.
في يونيو عام 2015، ربح جاويد جائزة سياسي العام في حفل جوائز البريطانيين المسلمين.

## وصلات خارجية
- ساجد جاويد على موقع IMDb (الإنجليزية)
- ساجد جاويد على موقع الموسوعة البريطانية (الإنجليزية)
- ساجد جاويد على موقع مونزينجر (الألمانية)
- ساجد جاويد: أول بريطاني من أصول مهاجرة يتولى منصب وزير الداخلية.